# Ankylocythere maya
Ankylocythere maya är en kräftdjursart som beskrevs av Hobbs 1971. Ankylocythere maya ingår i släktet Ankylocythere och familjen Entocytheridae. Inga underarter finns listade i Catalogue of Life.